# Pandanus alveatus
Pandanus alveatus är en enhjärtbladig växtart som beskrevs av Harold St.John. Pandanus alveatus ingår i släktet Pandanus och familjen Pandanaceae. Inga underarter finns listade.